# Brand-Laaben
Pour les articles homonymes, voir Brand.
Brand-Laaben est une commune autrichienne du district de Sankt Pölten-Land en Basse-Autriche.